# 황간면
황간면(黃澗面)은 대한민국 충청북도 영동군에 있는 면 소재지이다. 이 지역은 과거 황간군의 중심지였다.

## 개요
황간면은 관내 총면적의 78%가 임야로 구성되어 있다. 경부고속도로, 국도, 철도가 동서로 지나는 교통의 요충지이며,
한천팔경이 있어 행락객, 등산객이 많다.

## 행정 구역
- 광평리 (廣坪里)
- 금계리 (金溪里)
- 난곡리 (蘭谷里)
- 남성리 (南城里)
- 노근리 (老斤里)
- 마산리 (馬山里)
- 서송원리 (西松院里)
- 소계리 (小溪里)
- 신흥리 (新興里)
- 용암리 (龍岩里)
- 우매리 (友梅里)
- 우천리 (牛川里)
- 원촌리 (院村里)
- 회포리 (回浦里)

## 교육
- 황간고등학교
- 새너울중학교
- 황간초등학교
- 용암초등학교 (폐교) : 황간면 구룡로 321 (용암리)
- 노송초등학교 (폐교) : 황간면 목화실길 23 (노근리)

## 교통
- 황간 나들목
- 황간역
- 황간버스터미널

## 사건 사고
- 노근리 양민 학살 사건

## 문화재
- 영동 노근리 쌍굴다리 - 등록문화재 제59호